# جين لوك-بيلودو
جين لوك-بيلودو هو ممثل كندي، ولد في 4 نوفمبر 1990 بفانكوفر في كندا.

## أعمال

### أفلام
- (2012) بيرانا ثري دي دي
- (2012) لول[4]

### مسلسلات
- كايل إكس واي

## وصلات خارجية
- جين لوك-بيلودو على موقع IMDb (الإنجليزية)
- جين لوك-بيلودو على موقع ألو سيني (الفرنسية)
- جين لوك-بيلودو على موقع أول موفي (الإنجليزية)
- جين لوك-بيلودو على موقع قاعدة بيانات الأفلام السويدية (السويدية)
- جين لوك-بيلودو على موقع قاعدة بيانات الفيلم (الإنجليزية)
- جين لوك-بيلودو على موقع كينوبويسك (الروسية)